# José Todaro
José Todaro, nato Giuseppe Todaro (Tripoli, 2 ottobre 1940), è un tenore italiano.

## Biografia
Trascorse l'infanzia a Favara in Sicilia e poi, adolescente, raggiunge i suoi fratelli maggiori che si erano trasferiti in Francia a Sainte-Marie-aux-Chênes in Lorena per lavorare nelle miniere di ferro. Iniziò i suoi studi musicali presso il Conservatorio di Metz allievo di Georges Genin, tenore dell'Opéra di Parigi. Nel 1962 entrò al teatro di Mulhouse come artista del coro e per tre stagioni consecutive interpretò anche piccole parti minori negli spettacoli in cartellone. Debuttò nel 1965 al Théâtre de la Monnaie di Bruxelles nel ruolo di Rodolfo ne La bohème di Puccini.
Nel 1971 il compositore Francis Lopez gli chiese di interpretare Gipsy al Teatro Sebastopol di Lilla e successivamente al Théâtre du Châtelet di Parigi. Questa operetta ottenne grande successo ed ebbe 600 repliche al Théâtre du Châtelet. Nello stesso teatro e con successo simile, interpretò nel 1976, un'altra operetta di Lopez, Volga. Dopo un anno riprese la sua attività di cantante d'opera, proseguendo nel contempo la carriera nell'operetta interpretando opere scritte da Francis Lopez per Luis Mariano, La belle de Cadix, Le Chanteur de Mexico e Le Prince de Madrid.
Nel 1980 venne scritturato presso l'Opéra di Parigi facendo il suo debutto con il ruolo di Raflafla nella rassegna "Vive Offenbach" (Théâtre national de l'Opéra-Comique). Al Palais Garnier interpreta, tra gli altri, Stewa in Jenůfa di Leoš Janáček, Alfredo ne La traviata di Giuseppe Verdi, un cantante italiano ne Il cavaliere della rosa di Richard Strauss,  Beppe ne I Pagliacci di Ruggero Leoncavallo, Pong in Turandot di Puccini e Rodriguez in Don Chisciotte di Massenet. Il suo contratto presso l'Opera non gli impedisce di calcare altre scene come quelle del Grand Théâtre di Reims nel 1980, del Teatro dell'Opera di Nizza nel 1981, del Teatro Capitole di Tolosa nel 1982 e l'Opéra di Marsiglia nel 1985.
Dopo aver lasciato il teatro dell'Opera di Parigi, José Todaro si esibì spesso in Canada in numerose operette di Francis Lopez, tra cui La belle de Cadiz e al Teatro Mogador di Parigi nel 1995 per il cinquantesimo anniversario della sua creazione. In parallelo fu protagonista di un tour in tutta Europa per interpretare l'"Inno delle Nazioni " di Verdi. Nel 1998 fondò la sua società di produzione Todarte, con la quale produce concerti dal suo repertorio di oltre 300 brani di opere, operette, canzoni napoletane, melodie spagnole ed altro. È sposato con il mezzosoprano brasiliana Maria Helena de Oliveira e suo fratello minore, col nome d'arte di Carlo Di Angelo, ha intrapreso una carriera di tenore nell'operetta, soprattutto nei paesi francofoni. José Todaro ha realizzato diverse dischi per la CBS, Decca e BMG.

## Ruoli
- Alfredo (La traviata di Verdi)
- Duca de Mantova (Rigoletto di Verdi)
- Don José (Carmen di Bizet)
- Nadir (I pescatori di perle di Bizet)
- Faust (Faust di Gounod)
- Romeo (Romeo et Giulietta di Gounod)
- Vincent (Mireille di Gounod)
- Mario Cavaradossi (Tosca di Puccini)
- Pinkerton (Madama Butterfly di Puccini)
- Rodolfo (La bohème di Puccini)
- Nemorino (L'elisir d'amore di Donizetti)
- Edgar (Lucia di Lammermoor di Donizetti)
- Le Chevalier Des Grieux (Manon di Massenet)
- Werther (Werther di Massenet)
- Sou Chong (Il paese del sorriso di Lehar)
- Barinkay (Lo zingaro barone di Strauss)
- Carlos (La belle de Cadix di Lopez)
- Juanito (Andalousie di Lopez)
- Vincent (Le Chanteur de Mexico di Lopez)
- Goya (Le prince de Madrid di Lopez)
- Vano (Gipsy di Lopez)
- Boris (Volga di Lopez)